# Двухцветный листонос
Двухцветный листонос (лат. Hipposideros bicolor) — вид летучих мышей из семейства подковогубых (Hipposideridae). Обитает в Индонезии, Малайзии, на Филиппинах, Таиланде и Восточном Тиморе. Эта летучая мышь населяет пещеры, расщелины скал и туннели на территории равнинных лесов. Они многочисленны и поедают в основном мелких крылатых насекомых. Ориентируются и охотятся при помощи эхолокации. Листообразный вырост на носу используется, чтобы издавать ультразвуковые крики для ориентации в пространстве. Эхолокация также используется для различения других видов по взмахам крыльев и размеру. Среда обитания этой летучей мыши определяет цвет ее меха. Отбеливающие испарения пещеры делают мех животного оранжевым. Особи, населяющие хорошо вентилируемые пещеры, становятся светло-коричневыми.

## Биология
В Западной Малайзии исследователи обнаружили две разные группы двухцветных листоносов. Эти, казалось бы, идентичные группы различаются по мощности и частоте эхолокационных импульсов. У первой группы более закругленная законцовка крыла за счет меньшего веса и более короткое широкое крыло. Они испускают эхолокационный импульс частотой 127,0 и 134,4 килогерц. Вторая группа имеет меньшую длину голени, но весит больше, с большими крыльями. Их эхолокационный импульс имеет частоту от 138,0 до 144,0 килогерц. Исследователи приходят к выводу, что строение тела первой группы может больше подходить для маневренного полета и охоты в загроможденных местах.

## Распространение
Двухцветный листонос встречается в Юго-Восточной Азии, его ареал включает Индонезию, Малайзию, Филиппины, Таиланд и Восточный Тимор. Он был зарегистрирован на высоте до 600 м над уровнем моря. Подвид Hipposideros bicolor atrox зарегистрирован от юга Таиланда до Суматры. Hipposideros bicolor major встречается на островах Энгано и Ниас. Hipposideros bicolor bicolor обитает от Явы до Малых Зондских островов и Борнео. Hipposideros bicolor erigens встречается исключительно на Филиппинах.

## Места обитания
Образует колонии численностью до 150 особей в темных и влажных местах. Известно, что им нужны укрытия с постоянной температурой на несколько градусов ниже, чем в окружающей местности. Обитают в лесах, не выносят беспокойства со стороны людей.

## Угрозы и охрана
По состоянию на 2020 год МСОП оценивает этот вид как вид, вызывающий наименьшее беспокойство. Он соответствует критериям этой классификации, поскольку широко распространен; в его ареал входят охраняемые территории. Несмотря на большой ареал, двухцветный листонос чрезвычайно чувствителен к утрате среды обитания из-за вырубки лесов.